# Wolfgang Krüger (Richter)
Wolfgang Krüger (* 4. Juli 1947) ist ein deutscher Jurist und war Vorsitzender Richter am Bundesgerichtshof.
Er war nach Abschluss seiner juristischen Ausbildung zunächst als Wissenschaftlicher Assistent am Institut für Römisches Recht der Westfälischen Wilhelms-Universität in Münster tätig. 1978 trat er in den höheren Justizdienst des Landes Nordrhein-Westfalen ein. Als Richter am Landgericht Dortmund gehörte er Zivil- und Strafkammern an; außerdem war er Präsidialrichter und Pressedezernent. 1986 wurde er zum Richter am Oberlandesgericht Hamm ernannt. Dort war er Mitglied eines Zivilsenats und zugleich Dezernent für Haushalts-, Bau-, Beschaffungs- und Rationalisierungsangelegenheiten. Im Jahr 1991 wurde er an das Justizministerium des Landes Nordrhein-Westfalen abgeordnet. Hier leitete er das Referat für die Personalangelegenheiten der Richter der ordentlichen Gerichtsbarkeit und der Staatsanwälte. 1994 wurde er zum Richter am Bundesgerichtshof gewählt und gehörte zunächst dem für das Grundstücks- und Nachbarrecht zuständigen V. Zivilsenat an, seit 1999 auch dem Senat für Landwirtschaftssachen. Ab Januar 1998 war er neben seinen richterlichen Aufgaben auch Pressesprecher des Bundesgerichtshofs. Zudem war er Mitglied des Großen Senats für Zivilsachen. Im Juli 2005 wurde er zum Vorsitzenden des V. Zivilsenats und des Senats für Landwirtschaftssachen ernannt, welchen er bis zu seinem Eintritt in den Ruhestand am 31. August 2012 innehatte.
Seit 1981 lehrt Krüger an Hochschulen, zunächst an der Westfälischen Wilhelms-Universität, danach an der Universität Bonn, wo er Lehrbeauftragter ist.
Wolfgang Krüger ist Vorsitzender der Juristischen Studiengesellschaft beim Bundesgerichtshof.

## Aufsätze (Auswahl)
- Bezeichnung von Grundstücken in Spaltungs- und Übernahmeverträgen. In: ZnotP. 2008, S. 466–468.
- Unanfechtbarkeit des Beschlusses nach § 522 II ZPO – ein Zwischenruf. In: NJW. 2008, S. 945–948.